# Hyponerita borealis
Hyponerita borealis är en fjärilsart som beskrevs av Rothschild 1909. Hyponerita borealis ingår i släktet Hyponerita och familjen björnspinnare. Inga underarter finns listade i Catalogue of Life.